# Франсуа Тюро-Данжен
Франсуа Тюро-Данжен (фр. François Thureau-Dangin, 3 січня 1872, Париж — 24 січня 1944) — французький шумеролог, який заклав підвалини шумерології як науки, археолог.

## Життєпис
Жан-Габрієль-Франсуа Тюро-Данжен народився 3 січня 1872 року у Парижі. Його батьком був Поль Тюро-Данжен — історик Франції, секретар Французької академії, католицький діяч. Нащадок заможної родини міг не думати про хліб насущний і обирати собі кар'єру до душі. Внаслідок перенесеного в дитинстві захворювання Франсуа слабував на слух, що сильно заважало йому у спілкуванні з ровесниками і ставило хрест на ймовірній політичній кар'єрі. Ця вада в значній мірі сприяла тому, що юнак поринув у книжки і обрав собі долю вченого.
Закінчивши гімназію Тюро-Данжен рік слухав курси з біблійної екзегетики А.-Ф. Луазі, а потім перейшов до Лувру де вивчав клинопис під керівництвом Й. Менана, П. Шейля, Жюля Оппера. В Луврі Франсуа зацікавився величезною колекцією знахідок добутих експедицією Е. де Сарзека з телю Телло у 1877 році. Це були скульптури та надписи з Лагашу, на той момент ще не прочитані. У 1895 році молодик став ассистентом зберігача клинописів Лувру, а з 1908 року Тюро-Данжен вже сам обіймав посаду хранителя клинописів у відділі східних старожитностей. З 1910 року співредактор французького ассирологічного журналу «Revue d'assyriologie». У 1917 році Франсуа Тюро-Данжен був обраний членом Французької академії літератури та надписів, а у 1925 році став директором департаменту східних старожитностей Лувру.
У 1927—1931 рр. був епіграфістом у археологічній експедиції яка знайшла городище ІІІ тисячоліття до нашої ери в сирійських селищах Арслан Таш и Телль-Ахмар.
Франсуа Тюро-Данжен вніс величезний вклад у шумерологію, заклавши її підвалини. Саме він переклав та опублікував основні пам'ятки за якими вивчають шумерські мову, культуру та історію: старошумерські царські надписи, конус Енметени, циліндри Гудеа, надписи та гімни царів ІІІ династії Уру та багато іншого. Саме Тюро-Данже сформулював правила транслітерації текстів шумерською мовою якими з певними виправленнями користуються і досі.
Помер Франсуа Тюро-Данжен 24 січня 1944 року.